# Novosedly nad Nežárkou
Novosedly nad Nežárkou è un comune della Repubblica Ceca facente parte del distretto di Jindřichův Hradec, in Boemia Meridionale.